# 內湖庄
內湖庄（日语：／ Naiko shō）為臺灣日治時期1920年至1945年間存在之行政區，轄屬台北州七星郡。今台北市內湖區及南港區。

## 行政區劃
內湖地區在清治時期及日治時期初期屬大加蚋堡、芝蘭一堡的庄，在1895年6月隸屬「臺北縣直轄」，在1897年7月1日隸屬「臺北辨務署」、「士林辨務署」，而後士林辨務署被併入臺北辨務署。1901年11月11日，臺灣的行政區劃改為二十廳，內湖地區隸屬「臺北廳錫口支廳」。1901年12月17日，臺北廳劃分為39個區，內湖地區劃為第7、8、10、11區。1902年7月31日，芝蘭一堡施街庄整併。1904年4月1日，大加蚋堡實施街庄整併。1905年4月19日，臺北廳錫口支廳的新庄仔庄改為「東新庄仔庄」，里族庄改為「新里族庄」，三重埔庄改為「南港三重埔庄」，以區別臺北廳下其他同名的庄。1906年1月1日，臺北廳改設置以地名稱呼的28個區，內湖地區劃為內湖區、南港區。此時的街庄如下：
- 大加蚋堡：後山陂庄、東新庄仔庄、南港三重埔庄、後山庄、南港大坑庄、南港舊庄、山猪窟庄、四份仔庄
- 芝蘭一堡：北勢湖庄、內湖庄、新里族[6]

1920年10月1日，原堡里之行政區廢除，街庄改為大字；前述11庄合併為臺北州七星郡「內湖庄」，轄域內分為北勢湖、內湖、新里族、東新子、南港三重埔、南港大坑、南港舊、後山、後山坡、山豬窟、四分子等11個大字。
- 內湖大字下有「內湖梘頭」、「新坡尾」、「內湖番子坡」、「內湖港墘」、「內湖山脚」小字名
- 新里族大字下有「內溝」、「五分」、「內溝火炭坑」、「十四分」、「白石湖」、「十四分坡內」、「葫蘆洲」、「粉寮」、「羊稠」、「灣子」、「洲尾」小字名
- 北勢湖大字下有「北勢湖」、「洲子」小字名[7]

二戰後，內湖庄在1946年1月27日改為「內湖鄉」，隸屬臺北縣七星區；同年7月6日，南港鎮由內湖鄉劃出，兩者以基隆河為界，內湖鄉僅為北側的北勢湖、內湖、新里族。1968年7月1日，內湖鄉與南港鎮劃入台北市。
| 1901年 | 1901年                                                                                               | 1906年 | 1906年       | 1920年-1945年 | 1920年-1945年 | 1946年 |
| 區     | 街庄                                                                                                 | 區     | 街庄         | 街庄          | 大字          | 鄉鎮   |
| ------ | --- | ------ | ------------ | ------------- | ------------- | ------ |
| 第10區 | 北勢湖庄（部分）                                                                                     | 內湖區 | 北勢湖庄     | 內湖庄        | 北勢湖        | 內湖鄉 |
| 第10區 | 內湖港墘庄、內湖山腳庄、內湖番仔陂庄、內湖梘頭庄、新陂尾庄                                           | 內湖區 | 內湖庄       | 內湖庄        | 內湖          | 內湖鄉 |
| 第11區 | 十四份陂內庄、白石湖庄、粉藔庄、葫蘆洲庄、洲仔尾庄、羊稠庄、灣仔庄、五份庄、十四份庄、內溝庄（部分） | 內湖區 | 新里族庄     | 內湖庄        | 新里族        | 內湖鄉 |
| 第7區  | 新庄仔庄                                                                                             | 南港區 | 東新庄仔庄   | 內湖庄        | 東新庄子      | 南港鎮 |
| 第7區  | 三重埔庄                                                                                             | 南港區 | 南港三重埔庄 | 內湖庄        | 南港三重埔    | 南港鎮 |
| 第7區  | 後山陂庄                                                                                             | 南港區 | 後山坡庄     | 內湖庄        | 後山坡        | 南港鎮 |
| 第8區  | 南港大坑庄                                                                                           | 南港區 | 南港大坑庄   | 內湖庄        | 南港大坑      | 南港鎮 |
| 第8區  | 南港舊庄                                                                                             | 南港區 | 南港舊庄     | 內湖庄        | 南港舊        | 南港鎮 |
| 第8區  | 後山庄                                                                                               | 南港區 | 後山庄       | 內湖庄        | 後山          | 南港鎮 |
| 第8區  | 山豬窟庄                                                                                             | 南港區 | 山豬窟庄     | 內湖庄        | 山豬窟        | 南港鎮 |
| 第8區  | 四份仔庄                                                                                             | 南港區 | 四份仔庄     | 內湖庄        | 四分子        | 南港鎮 |

## 大事記
- 1920年10月1日，施行「州市街庄」制，將南港區合併為內湖庄；首任庄長郭華讓。
- 1921年9月16日，內湖庄役場於內湖公學校，舉辦「觀月會」（月光晚會），出席人員包括內湖庄役場職員、派出所警察官、內湖公學校教職員和地方人士。
- 1922年7月5日，內湖庄舉行「國語普及會」結業式，七星館郡守館與吉列席指導。
- 1923年，發生全島乾旱（全島の旱魃），內湖埤塘枯竭。
- 1924年，峰碧山圓覺寺設立於小尖山，此乃內湖地區第一座佛教寺院；開山住持為達淨師（俗名廖守加）。
- 1924年4月3日，內湖公學校校長赤羽操在內湖仕紳郭華溪、郭章棟、郭華添、郭毿毛、郭章彬等人的捐款下，為內湖公學校建設了百坪左右大小的雨天體操場，以紀念日本皇太子裕仁親王和良子女王的御成婚。
- 1924年9月24日，內湖庄長郭華讓於尖山題字「碧山」，舊石碑今存立碧山巖。從此尖頂山更名為碧山。
- 1925年11月15日，碧山巖廟重建落成。
- 1926年4月2日，內湖養豚利用購買販賣組合成立。
- 1929年5月29日，內湖庄業佃會創設成立；會員有796人。
- 1930年11月11日，內湖庄畜產組合創設成立；會員有1,500人。
- 1932年10月1日，郭華讓庄長再度任命，郭國仕舊庄長卸任。10月8日舉辦新舊庄長「送迎會」。
- 1933年4月22日，內湖庄出荷組合創設成立；會員有112人。
- 1935年，太陽堂於今碧山路2號重建完成，奉祀主神為太陽星君和太陰娘娘。
- 1935年8月19日，內湖橋舉行通車典禮，臺北州知事野口敏治親臨主持。總工程費計25,360圓，臺北州政府負責17,310圓，另由內湖庄役場和地方人士各負擔4,000圓。
- 1935年11月15日，內湖公學校舉辦創校三十週年慶祝活動，教育課長、郡守、視學等貴賓多人參加；慶祝活動有慶祝表揚大會、午宴、演唱會和邀請新莊小西園作「臺灣人形芝居」（臺灣掌中戲）。
- 1935年11月16日，清晨五時三十分，學校代表櫻庭次郎校長、庄民總代表郭華讓庄長、家長會長郭國仕、校友會代表林雙和及在校生代表劉昌錫等人，共同搭車前往劍潭山臺灣神社、芝山巖參拜；早上八時，舉行過往先賢追悼會；之後，舉辦運動會和學業、農產品展覽會。
- 1935年11月22日，舉行1935年臺灣市會及街庄協議會員選舉，內湖庄投票所於內湖庄役場。
- 1936年5月13日，內湖信用組合的總代會與農業倉庫落成式。
- 1937年5月3日下午1時，台北要地（台北市）及內湖在內的台北地區（新莊郡新莊街、鷺洲庄，七星郡士林街、內湖庄、北投庄，海山郡板橋街、中和庄，文山郡深坑）因應中日戰爭而實施燈火管制。
- 1937年12月6日上午10時（GMT+9），內湖新庄役場落成典禮，庄長郭華讓擔任典禮主持人。地址位於今內湖路二段342-1號。建築已於2010年遭台北市政府拆除。
- 1938年1月，位於今中研院內的源豐煤礦開坑。
- 1938年10月1日，開始延宕多年的汐止內湖道的建築計畫，舉行起工式。總工程預定花費60,000圓。
- 1940年，台灣護膜株式會社（之後的南港輪胎）成立。
- 1942年4月中旬，金龍禪寺首度動土興工，然而不久後因太平洋戰爭的影響，工程停擺。
- 1943年，台灣酒壜統制會社與日本水產株式會社共同於南港出資設立國產軟木工業株式會社（工廠為之後台灣省菸酒公賣局瓶蓋工廠接收）。
- 1945年5月31日，美軍展開臺北大空襲，內湖金面山區亦受美軍B-24轟炸機投彈，有80%以上之森林慘遭焚毀。

## 經濟發展
內湖庄的經濟發展程度為當時七星郡中最低的，內湖庄的土地開發達到飽和程度，平原部份乃以農田為主；較為形成市集的聚落，則有北勢湖老街、港墘老街與梘頭老街。 二千戶一萬個住民當中，絕大部分是務農為業。山產林業則為第二大宗。另外，亦有煤炭、石材礦業；其中的煤礦業，屬較為發達之產業，礦場分布則以內溝及大湖地區，為主要的出產地。內湖地區的產業物品及民生用品的進出港埠，係以港墘渡口為主；因此，港墘是內湖經濟產業物資品的集散及轉運市街。1934年時，內湖庄的農產年額突破53萬圓，煤礦業年額也達到40萬圓。其中南港大坑的包種茶品質相當優良。

## 歷任庄長

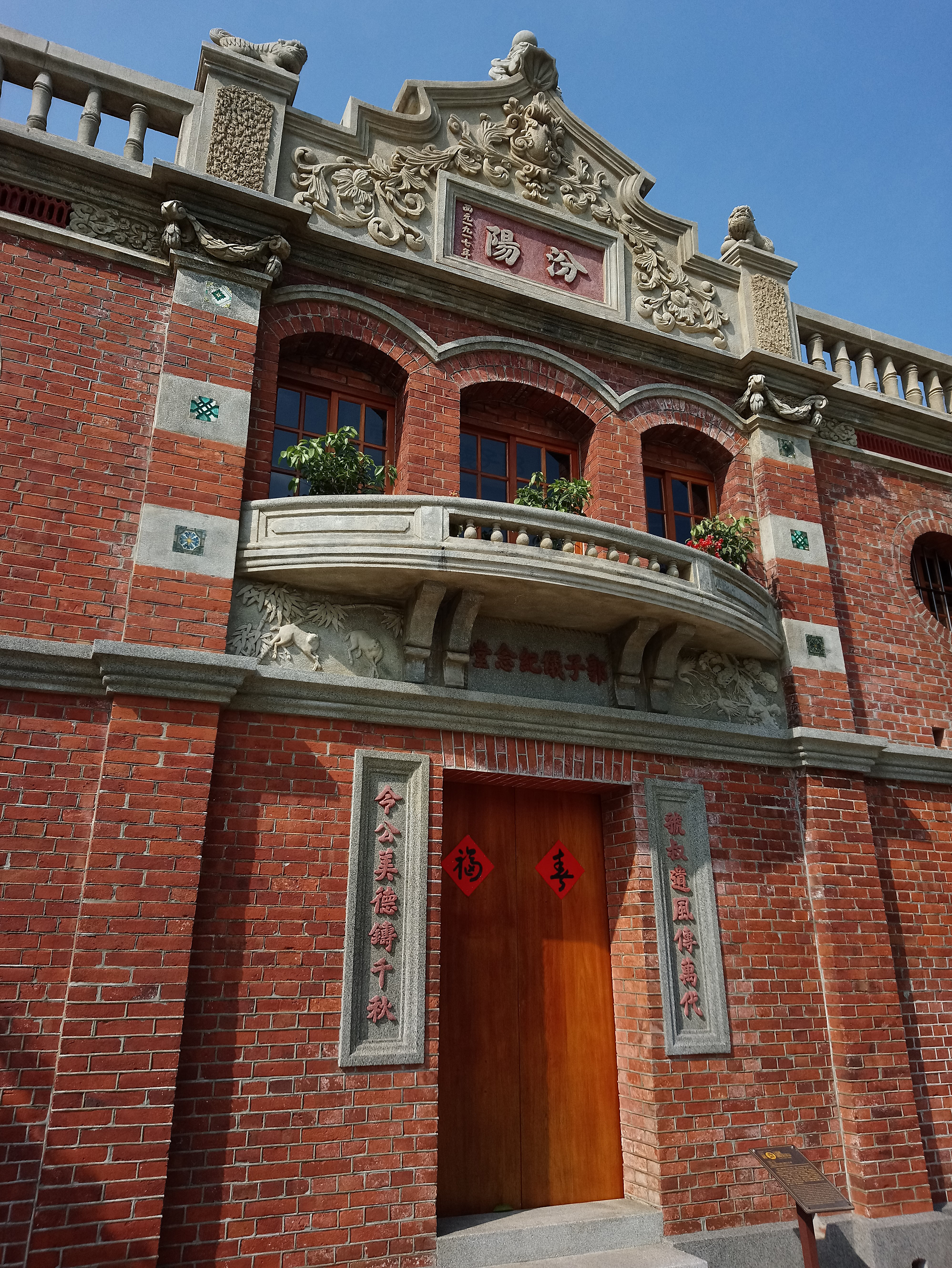
內湖郭氏古宅（今郭子儀紀念堂），為內湖庄長郭華讓故居。

| 任數 | 姓名                    | 肖像 | 出身 | 就任           | 離任           |
| ---- | ----------------------- | ---- | ---- | -------------- | -------------- |
| 1    | 郭華讓                  |      | 台北 | 1920年10月1日  | 1924年10月31日 |
| 2    | 郭國仕                  |      | 台北 | 1924年11月1日  | 1932年9月30日  |
| 3    | 郭華讓                  |      | 台北 | 1932年10月1日  | 1936年10月30日 |
| 4    | 郭華讓 武原加讓（改名） |      | 台北 | 1936年10月31日 | 1945年10月25日 |

## 內湖庄協議員

### 第一屆
- 民選：藍文、闕山敏、郭華溪、游重、蘇溪河、曾溪流、林春風、高火爐（候補）
- 官選：魏成根、郭國仕、郭陶毛、林紅英、郭華道、桑野繁、謝通

### 第二屆
- 民選：藍文、林雙和、郭居敬、黃傳塗、高火爐、王志賢、游重、林清火
- 官選：桑野繁、謝通、郭閐毛、魏成根、郭華道、林紅英、有吉鴟次郎、井上伊之助

## 設施

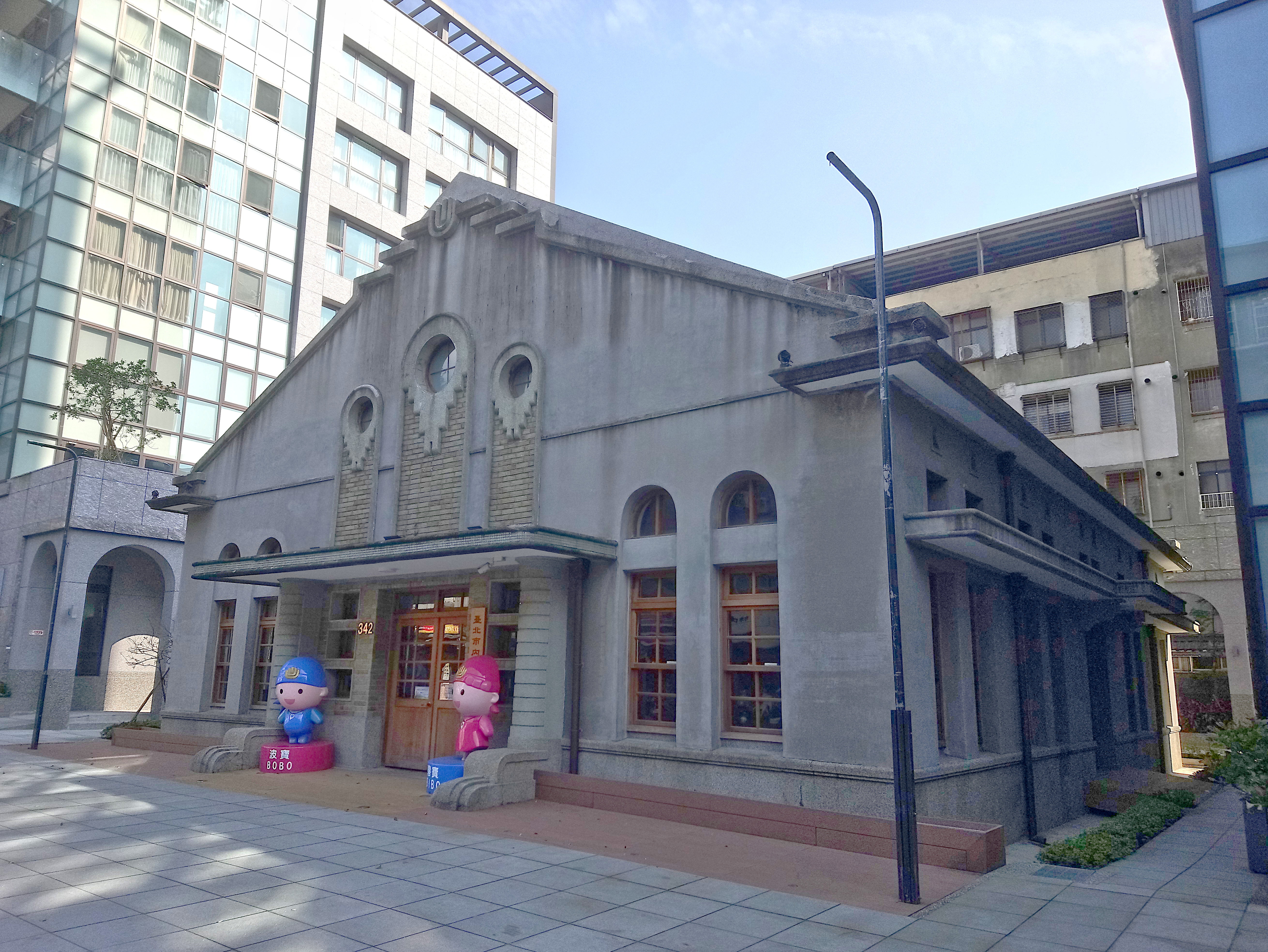
內湖庄役場會議室，今內湖公民會館。

- 內湖庄役場：1937年12月6日，郭華讓庄長主持內湖新庄役場（後內湖區公所與內湖分局警局，現已拆除）落成典禮。內湖庄役場基層行政機關，組織設庄長、助役、會計役、財務主任、庶務主任、書記、產業技手及僱員編制；另外，地方設區委員會委員21名及庄協議會會員15名。內湖庄役場會議室，今內湖公民會館。
- 臺灣總督府松山療養所松山療養所所長宿舍

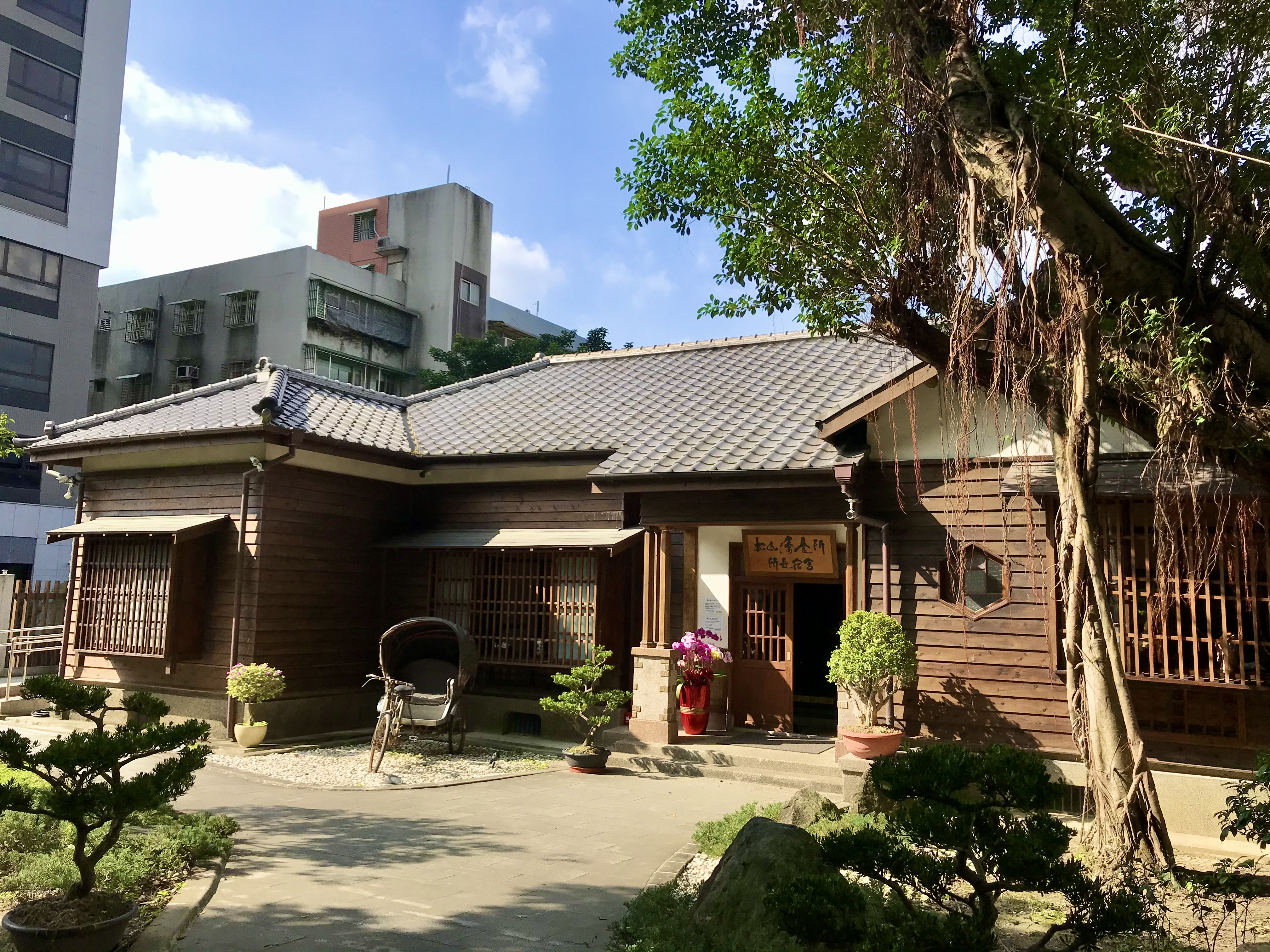
松山療養所所長宿舍

- 臺灣總督府成德學院：位於後山埤，為針對青少年設置的感化教育機構
- 內湖公學校（今內湖國小）
  - 1943年設立東湖分教場（今東湖國小）
  - 1945年設立洲尾分教場（今潭美國小）
- 南港公學校（今南港國小）

- 後山書房：1922年4月14日由保正王成技創立
- 國產軟木工業株式會社（南港瓶蓋工廠）
- 臺灣電力株式會社松山工場、松山倉庫（台電中心倉庫）
- 臺灣護膜株式會社

## 交通

### 渡船場
- 北勢湖渡船場
- 港墘渡船場
- 粉寮渡船場
- 下洲尾渡船場
- 上洲尾渡船場
- 羊稠渡船場
- 五分渡船場

### 道路
- 內湖橋：1935年8月19日，港墘通車。[8]
- 內湖松山道：當年其路徑為庄役場至洲尾，即今日由成功路三段一七四巷與內湖路二段交叉口（今內湖派出所前方路口）為起點，經成功路三段、成功路二段，接新明路，再經船渡到對岸的松山；當時，係由內湖庄長郭華讓，動員「保正」、庄民壯丁，合力將原有的田埂小徑，修築而成「保甲路」。途中的「章彬嶺（位於今內湖國中東側路段）」，更是進行二、三次的坡度降低（削平）工程，始有今貌。[8]
- 內湖汐止道：闢建於1939年，由七星郡役所負責興築；當初，街口起點連接內湖老街，北端通往五指山區（今汐止長青路）。戰後易名為大湖街。[8]
- 五分道路：從梘頭經後湖仔越嶺，通十四份到達五份地區。[8]
- 宮前町梘頭道：修築於大正二年（1913年），由梘頭到港墘老街，經船渡到對岸的上塔悠， 再接道路至下埤頭、西新庄子、宮前町通往大稻埕。昭和七年（1932年），興建臺北松山機場，上塔悠到下埤頭段道路中斷，遂繞行濱江街再接中山北路，或由上塔悠轉至松山。昭和十年（1935年）八月十九日，港墘「內湖吊橋」通車後，聯外交通更為便捷。

### 鐵路
- 縱貫線：南港驛

### 巴士
- 台北市營巴士內湖線：平日每一小時一班，六日或祝祭日每半小時一班。

## 觀光
- 白鷺山：台北州指定之地方級臺灣史蹟名勝天然紀念物
- 碧山巖：台北州指定之地方級臺灣史蹟名勝天然紀念物
- 後山埤：台北州指定之地方級臺灣史蹟名勝天然紀念物
- 仙跡：位於今文德路獅頭山上，內湖八景之一
- 內湖神社（汐止神社攝社）：位於今成功路四段323巷

## 名產
- 雜貨：台灣鍋、竹細工

- 農產品：茶、芋、胡瓜

- 水果：斗柚、文旦、洲尾的荔枝（台北州指定之地方級臺灣史蹟名勝天然紀念物）